# Камена плоча са натписом у Горњој Битињи
Камена плоча са натписом у Горњој Битињи налази се у селу Горња Битиња, на територији општине Штрпце, на Косову и Метохији. Представља непокретно културно добро као споменик културе.

## Положај и изглед споменика
Камена плоча са натписом се налази северозападно од гробљанске цркве Светог Ђорђа, димензија 200х200 цм, вертикално пободена у земљу. На плочи, са орнаментом из 14. века исписан је 1592. године вотивни натпис приложника Никодима и Пртушина који цркви Светог Ђорђа поклањају воденицу, шуму, њиву и ливаду.

## Основ за упис у регистар
Решење Завода за заштиту и научно проучавање споменика културе АКМО у Приштини, бр. 244 од 2. 6. 1958. г. Закон о заштити споменика културе и природних реткости (Сл. гласник НРС бр. 54/48).